# Bohemica (hrušeň)
Bohemica (Pyrus communis 'Bohemica') je ovocný strom, kultivar druhu hrušeň obecná z čeledi růžovitých. Plody jsou řazeny mezi odrůdy zimních hrušek, sklízí se v říjnu, dozrává v lednu, skladovatelné jsou do března. K pravidelné plodnosti je nezbytná probírka plůdků.

## Historie

### Původ
Byla vyšlechtěna v ČR v roce 1997, ve šlechtitelské stanici v Těchobuzicích. Odrůda je křížencem odrůd 'Pařížanka' a 'Charneuská'.

## Vlastnosti
Odrůda je cizosprašná. Vhodnými opylovači jsou odrůdy Konference, Erika, Beta, Dicolor, Delta.

### Růst
Růst odrůdy je bujný později slabý. Habitus koruny je pyramidální.

## Plodnost
Plodí časně, hojně a s pravidelnou probírkou plůdků i pravidelně.

## Plod
Plod je kuželovitý, střední až velké (170 - 180 g). Slupka hladká, žlutozeleně, později žlutě zbarvená s červeným líčkem. Dužnina je nažloutlá jemná, se sladce navinulou chutí, aromatická.

## Choroby a škůdci
Odrůda je považována za dostatečně odolnou proti strupovitosti ale i rzivosti. podle jiných zdrojů netrpí strupovitostí ve vyšších vlhkých polohách. Je rezistentní (7,1 - 13,0 % napadení) proti spále růžovitých.

## Použití
Dobře snese přepravu. Je vhodná ke skladování a přímému konzumu. Odrůdu lze použít do středních a teplých poloh.